# Tresques
Tresques é uma comuna francesa na região administrativa de Occitânia, no departamento de Gard. Estende-se por uma área de 17,9 km², com 1 744 habitantes, segundo os censos de 1999, com uma densidade de 97 hab/km².